# Tingakrossur
Tingakrossur var en færøsk avis. Først nummer af avisen udkom 1. januar 1901, og gik ind i 1990. Den blev heller ikke udgivet i årene 1955–1959.
Selv om avisen i begyndelsen blev skrevet hovedsagelig på dansk var den selvstyreorienteret, og blev senere partiavis for Sjálvstýrisflokkurin fra dettes dannelse i 1906. Det udtalte formålet med avisen var at fremme oplysning og kæmpe mod undertrykkelse. Lyrik og prosa fik en central rolle i avisen, og Færøernes første roman, Babelstornið (1909) af Regin í Líð, gik som føljeton i bladet.
Avisens navn kommer fra færøsk tingakrossur, budstikke: En korsformet budstikke bar traditionelt bud om tingsamling på Tinganes.
Flere af avisens redaktører har været centrale politikere for partiet.

## Redaktører
- Kristin í Geil 1901–1911
- Sverri Patursson 1911–1912
- Petur Alberg 1912–1914
- Kristin í Geil 1914–1935
- Eivind Isholm 1935–1939
- S.E. Matras 1940–1943
- Louis Zachariasen 1943–1954
- Hans David Matras 1960–1963
- Tummas Lenvig 1963–1966
- Marius Johannesen 1967–1978
- Hanna Absalonsen 1979–1985
- Johan Petur Petersen 1985–1987
- Petur Martin Rasmussen 1988–1989
- Bergur Jacobsen 1990